# Bocksbeutel

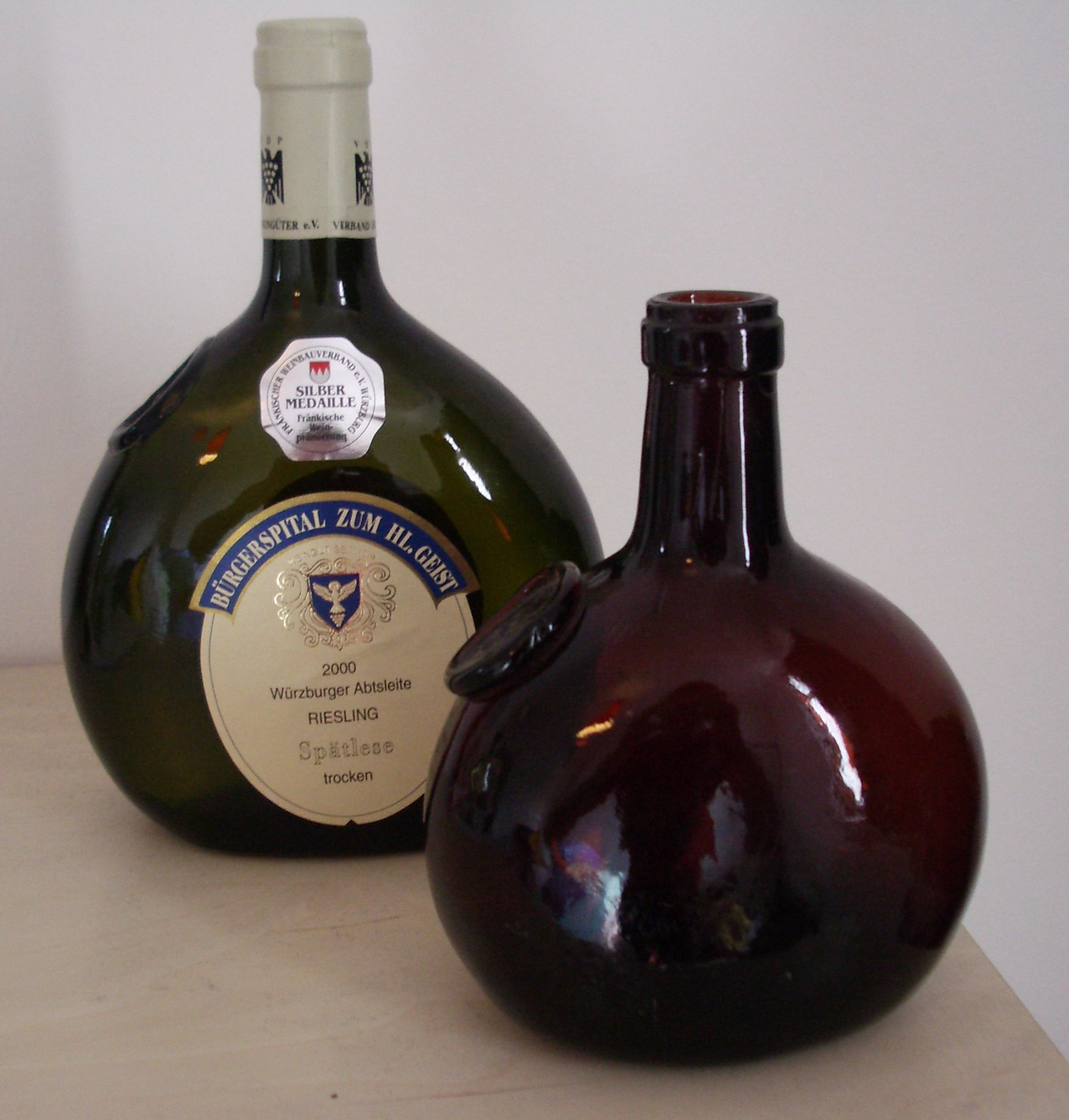
De "Bocksbeutel" uit het Frankenland.

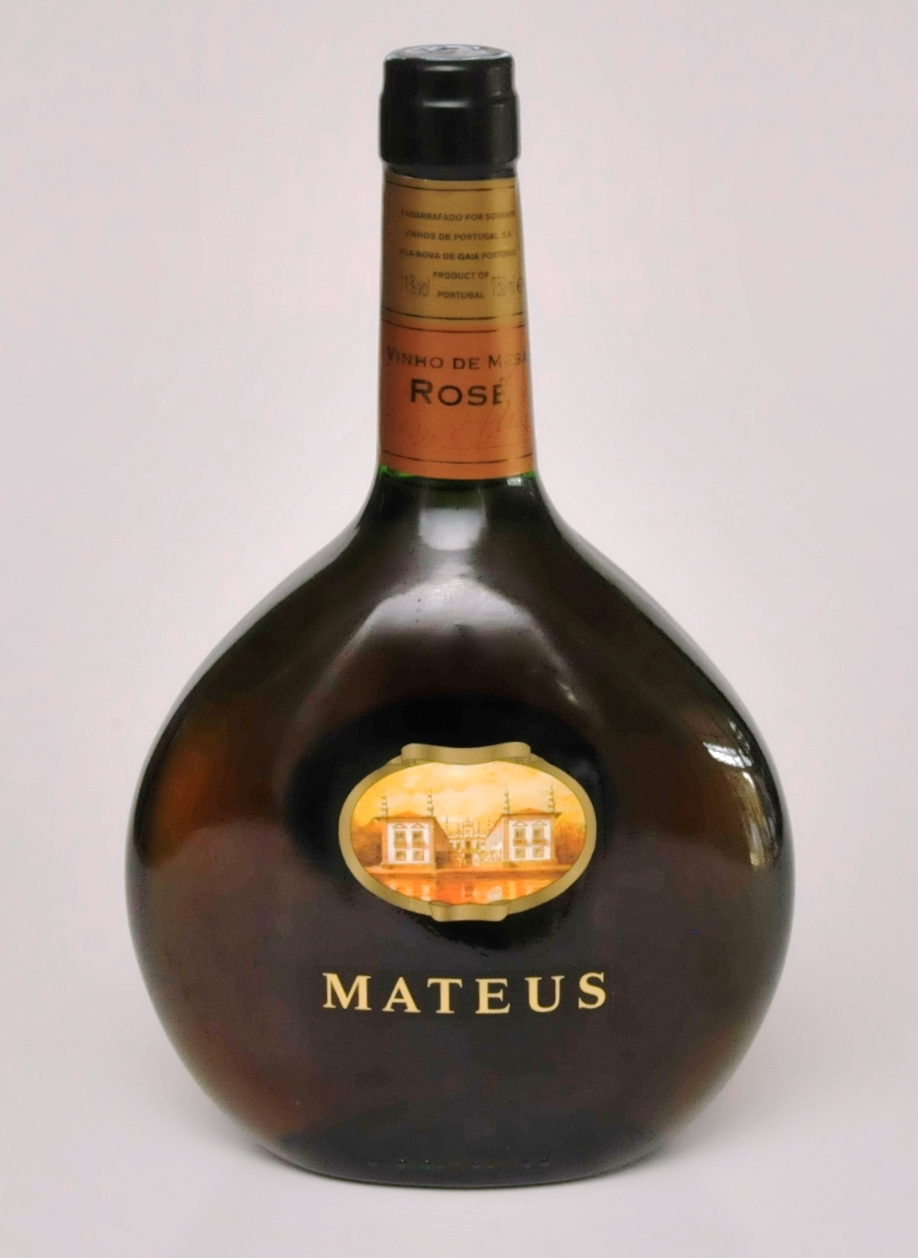
Ook Mateus rosé uit Portugal wordt gebotteld in een Bocksbeutel.

De bocksbeutel is een traditionele wijnflesvorm uit de Duitse wijnstreek Franken. De fles heeft een afgeplatte buikvorm met korte hals.
De oorsprong van de naam is niet zeker. Waarschijnlijk komt het door de vorm van de fles en de naamsgelijkenis met de balzak van een (geiten)bok. “De buidel van de bok”. Andere verklaringen kunnen zijn afgeleid van buik/buideltas of is het de evolutie naar de veldfles.
Sinds 1989 is de bocksbeutel in de Europese Unie een beschermde naam en mag slechts voor de Frankische wijn worden gebruikt. Uitgezonderd zijn: het gebied dat doorloopt tot de wijnstreken Württemberg, de wijngaarden van Baden met haar “Bocksbeutelortschaften”, evenals een Portugees wijnbouwgebied die bekend is van de "Mateus rosé".